# NGC 2758
NGC 2758 (другие обозначения — ESO 564-20, MCG −3-23-19, IRAS09032-1850, PGC 25515) — спиральная галактика (Sc) в созвездии Гидры. Открыта Франком Муллером в 1886 году.
Галактика удалена на расстояние в 31 мегапарсек. Светимость балджа галактики довольно высока и составляет около 3⋅108 L⊙. В его центре располагается звёздное скопление, масса которого не очень велика для центрального скопления: около 2⋅106 M⊙. Это скопление относительно молодо — его возраст составляет от 5 до 50 миллионов лет, и частично скрыто пылью: величина межзвёздного покраснения в цвете B−V составляет более 0,2m. Темп звездообразования в балдже галактики был практически постоянным на протяжении его существования.
Этот объект входит в число перечисленных в оригинальной редакции «Нового общего каталога».